# Little Birds
Little Birds é um filme independente estadunidense de 2011 escrito e dirigido por Elgin James e estrelado por Juno Temple e Kay Panabaker. O filme é vagamente baseado na vida do diretor Elgin James. Estreou no Festival de Cinema de Sundance, com a Millennium Entertainment adquirindo os direitos norte-americanos do filme.

## Sinopse
Lily e Alison são melhores amigas que vivem em uma cidade pobre da Califórnia perto do Lago Salton. As duas enfrentam um evento de mudança de vida depois que deixam sua casa e seguem os meninos que conheceram de volta para Los Angeles.[carece de fontes?]

## Elenco
- Juno Temple como Lily Hobart
- Kay Panabaker como Alison Hoffman
- Kate Bosworth como Bonnie Muller
- Leslie Mann como Margaret Hobart
- Neal McDonough como Hogan
- David Warshofsky como Joseph Hoffman
- Kathleen Gati como Sally Heron
- Kyle Gallner como Jesse MacNamara
- Carlos PenaVega como Louis Estes
- Chris Coy como David Riley
- Joel McKinnon Miller como Michael White
- JR Bourne como John Gretton
- Mike Erwin como Mark Muller